# Gottfried Hagen
Gottfried Hagen (* 1230; † 4. Juli 1299) war Stadtschreiber von Köln, ein Spezialist für deutsche Urkunden und arbeitete auch als Pfarrer. Bekannt wurde er jedoch vor allem als Autor der Reimchronik der Stadt Köln von 1270.

## Leben
Gottfried Hagen wurde 1230 in Xanten geboren. Sein Vater Gerhard, Kanoniker des Viktorstifts, und seine Mutter Blanza gehörten zu den Vetscholdern. Allerdings förderte das Patrizier-Geschlecht ihn im weiteren Verlauf seines Lebens nicht, so dass er für sich selbst sorgen musste. Er studierte an der Artistenfakultät in Paris. Dort beschäftigte er sich wahrscheinlich nicht (nach dem Vorbild seines Vaters) mit theologischen Studien. Stattdessen studierte er nach den grundlegenden Studien der Artes liberales Rechtswissenschaft. Aufgrund seines Magister-Titels nannte man ihn auch „Meister“.
Von 1262 an entwickelte er sich in Köln zu einem der bekanntesten Spezialisten für deutsche Urkunden. Nach heutigem Forschungsstand kann man Gottfried Hagen 21 Autographen zuordnen. Sein erstes juristisches Dokument verfasste er am 9. Juni 1262 für ein Bündnis zwischen der Stadt Köln und dem Grafen von Berg. Eine Woche später dokumentierte er die Sühne mit Bischof Engelbert II. von Falkenburg vom 16. Juni. Im folgenden Jahr erarbeitete er bürgerliche Rentenverträge nach italienischem Vorbild. Einen solchen Vertrag schloss die Stadt auch mit dem Grafen von Jülich. Am 25. August 1263 musste eine neue Sühne mit Engelbert ausgehandelt werden. Ein halbes Jahr später befand sich Gottfried Hagen offensichtlich in erheblichen finanziellen Schwierigkeiten, denn am 27. Februar verfasste er eine Urkunde für den Bischof, obwohl die Patrizier der Stadt ihrem Bischof eigentlich feindlich gegenüberstanden.
Um Geld zu verdienen, arbeitete er anschließend möglicherweise als Schulmeister von St. Maria im Kapitol. In dieser Zeit lernte er seine Lebensgefährtin Petrissa kennen, mit der er einen unehelichen Sohn namens Gobelinus hatte. Die einflussreiche Familie Gernegrois seiner Geliebten verhalf ihm zu einer Anstellung als Schreinschreiber von St. Peter und St. Aposteln.
Am 2. August 1268 drohte der päpstliche Nuntius Bernhard de Castaneto der Stadt Köln mit dem Bann, weil die Bürger den Bischof Engelbert gefangen genommen hatten. Gottfried protestierte im Auftrag der Stadt als Prokurator gegen die Ausführungen des Nuntius, wobei ihm seine umfassenden Kenntnisse im Kirchenrecht zugutekamen. Im Oktober 1268 nahm er einen Auftrag des Domkapitels an und absolvierte einen Botengang nach Neuss. Als der Nuntius 1270 härtere Strafen ankündigte und die Stadt Köln damit in eine Krise stürzte, sah sich Gottfried Hagen gezwungen, die Bürger zur Eintracht zu ermahnen und verfasste aus diesem Anlass seine Reimchronik.
Durch seine Bildung war er dazu prädestiniert. Insbesondere durch die Äußerungen von Ernst Dornfeld gab es eine Kontroverse um die Frage, ob der Stadtschreiber und der Autor die gleiche Person wären, aber die Identität gilt heutzutage als sicher. Sein umfangreiches juristisches Wissen verlieh Gottfried Hagen außerdem die nötige Autorität zur Schilderung der rechtlichen Auseinandersetzung, die einen wesentlichen Teil der Handlung in der Reimchronik bildet.
Sein vorbildlicher Einsatz gegen die aggressiven Geistlichen und sein literarisches Werk verhalfen Gottfried Hagen zu großem Ansehen. Im Frühjahr 1271 konnte er deshalb das Amt des Stadtschreibers übernehmen. 1275 wurde er zusätzlich Pfarrer von Klein St. Martin. Nach intensiven Diskussionen setzte er sich gegen den Autor Alexander von Leysberg (auch bekannt als Alexander von Roes) durch. Die beiden Ämter hatte er bis Ende 1287 inne. Spätestens 1291 trat er als Dechant von St. Georg in Erscheinung. Gottfried Hagen starb schließlich am 4. Juli 1299 in Köln.